# 越吉
越吉（えつきつ）は、中国の通俗歴史小説『三国志演義』に登場する架空の武将。

## 三国志演義
西羌の元帥で、鉄槌の使い手。国王徹里吉の命により、雅丹らと共に羌兵と鉄車兵を混成した25万の兵を率い曹真の援軍として参加する。鉄車と呼ばれる兵器で蜀軍を苦しめ、自身も関興を討ち死に寸前にまで追い詰める活躍をするが、関羽の亡霊に阻まれて討ち漏らしてしまう。次戦で諸葛亮の計略にはまり鉄車兵は壊滅し、逃げようとする所を関興に斬り殺される。